# Liste de mosquées d'Allemagne
Cet article répertorie les mosquées en Allemagne par land, elle ne se veut pas exhaustive.

## Liste
| Nom                                            | Image | Ville                            | Land                        | Année             | Remarques                                                                           |
| ---------------------------------------------- | ----- | -------------------------------- | --------------------------- | ----------------- | ----------------------------------------------------------------------------------- |
| Grande mosquée de Buggingen                    |       | Buggingen                        | Bade-Wurtemberg             | 1998              |                                                                                     |
| Mosquée Bait-ul-Ahad de Bruchsal               |       | Bruchsal                         | Bade-Wurtemberg             | 12 décembre 2012  |                                                                                     |
| Mosquée Mevlana de Constance                   |       | Constance                        | Bade-Wurtemberg             | 2001              | 225 m², minaret de 35 m                                                             |
| Mosquée Mevlana d'Eppingen                     |       | Eppingen                         | Bade-Wurtemberg             |                   |                                                                                     |
| Mosquée d'Esslingen am Neckar                  |       | Esslingen am Neckar              | Bade-Wurtemberg             |                   |                                                                                     |
| Mosquée centrale de Fribourg-en-Brisgau        |       | Fribourg-en-Brisgau              | Bade-Wurtemberg             | 1973              |                                                                                     |
| Mosquée de Friedrichshafen                     |       | Friedrichshafen                  | Bade-Wurtemberg             | 1992              |                                                                                     |
| Mosquée Fatih de Heilbronn                     |       | Heilbronn                        | Bade-Wurtemberg             |                   |                                                                                     |
| Mosquée Haci Bayram d'Hockenheim               |       | Hockenheim                       | Bade-Wurtemberg             | 2 juillet 2000    |                                                                                     |
| Mosquée Fatih de Durlach                       |       | Karlsruhe                        | Bade-Wurtemberg             |                   |                                                                                     |
| Mosquée Muhammad de Kehl am Rhein              |       | Kehl am Rhein                    | Bade-Wurtemberg             |                   |                                                                                     |
| Mosquée Ehsan de Mannheim                      |       | Mannheim                         | Bade-Wurtemberg             | 24 juin 2010      | Comprend deux minarets de 12 m.                                                     |
| Mosquée Yavuz-Sultan-Selim de Mannheim         |       | Mannheim                         | Bade-Wurtemberg             | 2 mars 1995       | Plus grande mosquée d'Allemagne avec 2500 places                                    |
| Mosquée Mimar Sinan de Maulbronn               |       | Maulbronn                        | Bade-Wurtemberg             | 20 mai 2001       | 750 m², minaret de 19 m                                                             |
| Mosquée Mimar Sinan de Mosbach                 |       | Mosbach                          | Bade-Wurtemberg             | 1990              |                                                                                     |
| Mosquée centrale d'Offenbourg                  |       | Offenbourg                       | Bade-Wurtemberg             |                   |                                                                                     |
| Mosquée Bait-ul-Baqi de Pforzheim              |       | Pforzheim                        | Bade-Wurtemberg             | 12 décembre 2012  |                                                                                     |
| Mosquée Fatih de Pforzheim                     |       | Pforzheim                        | Bade-Wurtemberg             | 26 septembre 1992 |                                                                                     |
| Mosquée Fatih de Ravensbourg                   |       | Ravensbourg                      | Bade-Wurtemberg             |                   |                                                                                     |
| Mosquée Mevlana de Ravensbourg                 |       | Ravensbourg                      | Bade-Wurtemberg             |                   |                                                                                     |
| Mosquée Alperenler de Rheinfelden              |       | Rheinfelden                      | Bade-Wurtemberg             | 1996              | Complétée en 2003 avec un minaret de 20,8 m.                                        |
| Mosquée Mimar Sinan de Sachsenheim             |       | Sachsenheim                      | Bade-Wurtemberg             | 1er juillet 2007  | 950 m², dôme de 7×3 m                                                               |
| Mosquée Ulu de Sindelfingen                    |       | Sindelfingen                     | Bade-Wurtemberg             | 2000              | 1200 m², minaret de 26 m                                                            |
| Mosquée Qamar de Weil der Stadt                |       | Weil der Stadt                   | Bade-Wurtemberg             | 21 août 2008      |                                                                                     |
| Mosquée Habesi de Welzheim                     |       | Welzheim                         | Bade-Wurtemberg             | 2008              |                                                                                     |
| Mosquée Sami de Hanovre                        |       | Hanovre                          | Basse-Saxe                  | 16 août 2008      |                                                                                     |
| Mosquée de Göttingen                           |       | Göttingen                        | Basse-Saxe                  | 2008              |                                                                                     |
| Mosquée Basharat d'Osnabrück                   |       | Osnabrück                        | Basse-Saxe                  |                   |                                                                                     |
| Mosquée Bait-ul-Karim de Stade                 |       | Stade                            | Basse-Saxe                  | 15 août 2008      |                                                                                     |
| Mosquée Al-Salam de Wolfsbourg                 |       | Wolfsbourg                       | Basse-Saxe                  | 2006              |                                                                                     |
| Mosquée Selimiye d'Augsbourg                   |       | Augsbourg                        | Bavière                     | 1974              |                                                                                     |
| Mosquée Imaret de Eichstätt                    |       | Eichstätt                        | Bavière                     |                   |                                                                                     |
| Mosquée Eyüp-Sultan de Gersthofen              |       | Gersthofen                       | Bavière                     | 23 juin 2008      |                                                                                     |
| Mosquée d'Immenstadt                           |       | Immenstadt                       | Bavière                     |                   |                                                                                     |
| Mosquée Kocatepe d'Ingolstadt                  |       | Ingolstadt                       | Bavière                     | 18 mai 2008       | Comprend deux minarets de 27,5 m                                                    |
| Mosquée Hicret de Lauingen                     |       | Lauingen                         | Bavière                     | 2 mars 1996       |                                                                                     |
| Mosquée Fatih de Lindau                        |       | Lindau                           | Bavière                     | 21 juin 1985      |                                                                                     |
| Mosquée Ulu de Markt Schwaben                  |       | Markt Schwaben                   | Bavière                     |                   |                                                                                     |
| Mosquée Freimann de Munich                     |       | Munich (Schwabing-Freimann)      | Bavière                     | 24 août 1973      | 1re mosquée de Bavière, comprend un minaret de 33 m                                 |
| Mosquée de Sendling de Munich                  |       | Munich (Sendling)                | Bavière                     | 1989              |                                                                                     |
| Mosquée de Pasing de Munich                    |       | Munich (Pasing)                  | Bavière                     | 1999              |                                                                                     |
| Mosquée Al-Mahdi de Neufahrn bei Freising      |       | Neufahrn bei Freising            | Bavière                     | 9 juin 2014       |                                                                                     |
| Mosquée Eyüp-Sultan de Nuremberg               |       | Nuremberg                        | Bavière                     | 1996              |                                                                                     |
| Mosquée de Penzberg                            |       | Penzberg                         | Bavière                     | 2005              |                                                                                     |
| Mosquée Bait-ul-Aleem de Wurtzbourg            |       | Wurtzbourg                       | Bavière                     |                   |                                                                                     |
| Mosquée Khadija de Berlin                      |       | Berlin-Heinersdorf               | Berlin                      | 16 octobre 2008   | 500 Places                                                                          |
| Mosquée Mevlana de Berlin                      |       | Berlin-Kreuzberg                 | Berlin                      | 14 août 1976      |                                                                                     |
| Mosquée Umar-Ibn-Al-Khattab de Berlin          |       | Berlin-Kreuzberg                 | Berlin                      | 21 mai 2010       | 1 000 Places                                                                        |
| Mosquée Ayasofya de Berlin                     |       | Berlin-Moabit                    | Berlin                      | 2002              |                                                                                     |
| Mosquée Şehitlik de Berlin                     |       | Berlin-Neukölln                  | Berlin                      | 2004              | 2e plus grande mosquée d'Allemagne, 1500 places                                     |
| Mosquée Büyük de Berlin                        |       | Berlin-Spandau                   | Berlin                      | 2005              |                                                                                     |
| Mosquée de Berlin                              |       | Berlin-Wilmersdorf               | Berlin                      | 26 avril 1925     | Plus ancienne mosquée d'Allemagne                                                   |
| Mosquée Abo Baker de Brême                     |       | Brême                            | Brême                       |                   |                                                                                     |
| Mosquée Fatih de Brême                         |       | Brême-Gröpelingen                | Brême                       | 3 décembre 1999   | 3e plus grande mosquée d'Allemagne, 1300 places                                     |
| Mosquée Nasir de Stuhr                         |       | Stuhr                            | Brême                       |                   |                                                                                     |
| Mosquée Kocatepe de Hambourg                   |       | Hambourg (Hamburg-Bergedorf)     | Hambourg                    | 2008              |                                                                                     |
| Mosquée de Hambourg-Horn                       |       | Hambourg (Hamburg-Mitte)         | Hambourg                    | 3 octobre 2013    | Seconde église de Hambourg convertie en mosquée                                     |
| Mosquée Al-Quds de Hambourg                    |       | Hambourg (Hamburg-Saint-Georges) | Hambourg                    | 1993              |                                                                                     |
| Mosquée centrale de Hambourg                   |       | Hambourg (Hamburg-Saint-Georges) | Hambourg                    | 1977              |                                                                                     |
| Mosquée Bait-ur-Rasheed de Hambourg            |       | Hambourg (Hamburg-Schnelsen)     | Hambourg                    | 1994              |                                                                                     |
| Mosquée Fazl-e-Omar de Hambourg                |       | Hambourg (Hamburg-Stellingen)    | Hambourg                    | 22 juillet 1957   | 1re mosquée après la Seconde guerre mondiale                                        |
| Mosquée Imam-Ali de Hambourg                   |       | Hambourg (Hamburg-Uhlenhorst)    | Hambourg                    | 1961              |                                                                                     |
| Mosquée Bashier de Bensheim                    |       | Bensheim                         | Hesse                       | 23 décembre 2006  | 188 m² d'espace de prières, 400 places                                              |
| Mosquée Mahmud de Cassel                       |       | Cassel                           | Hesse                       |                   |                                                                                     |
| Mosquée Emir-Sultan de Darmstadt               |       | Darmstadt                        | Hesse                       | 1999              |                                                                                     |
| Mosquée Nuur-ud-Din de Darmstadt               |       | Darmstadt                        | Hesse                       | 2003              | Comprend deux minarets de 17 m.                                                     |
| Mosquée Bait-ul-Baqi de Dietzenbach            |       | Dietzenbach                      | Hesse                       | 21 juin 2011      | 318 m² d'espace de prières                                                          |
| Mosquée Ata de Flörsheim am Main               |       | Flörsheim am Main                | Hesse                       | 24 juin 2013      |                                                                                     |
| Mosquée Abubakir de Francfort-sur-le-Main      |       | Francfort-sur-le-Main            | Hesse                       |                   |                                                                                     |
| Mosquée Nuur de Francfort-sur-le-Main          |       | Francfort-sur-le-Main            | Hesse                       | 12 septembre 1959 | Plus ancienne mosquée de Francfort                                                  |
| Mosquée Dar-Ul-Amaan de Friedberg              |       | Friedberg (Hessen)               | Hesse                       | 7 juin 2014       |                                                                                     |
| Mosquée Bait-ul-Ghafur de Ginsheim-Gustavsburg |       | Ginsheim-Gustavsburg             | Hesse                       | 18 juin 2011      | 352 m² d'espace de prières, 400 places                                              |
| Mosquée Bait-ul-Shakoor de Gross-Gerau         |       | Groß-Gerau                       | Hesse                       | 1992              | 850 places, minaret de 7 m.                                                         |
| Mosquée Bait-ul-Ahad de Limburg an der Lahn    |       | Limburg an der Lahn              | Hesse                       |                   |                                                                                     |
| Mosquée Bait-ul-Aman de Nidda                  |       | Nidda                            | Hesse                       | 20 juin 2011      | 301 m² d'espace de prières                                                          |
| Mosquée Bait-ul-Jame d'Offenbach-sur-le-Main   |       | Offenbach-sur-le-Main            | Hesse                       | 16 janvier 2007   |                                                                                     |
| Mosquée Yavuz-Selim d'Offenbach-sur-le-Main    |       | Offenbach-sur-le-Main            | Hesse                       | 1979              |                                                                                     |
| Mosquée Bait ul-Aziz de Riedstadt              |       | Riedstadt                        | Hesse                       | 30 août 2004      | 200 m² d'espace de prières                                                          |
| Mosquée Anwar de Rodgau                        |       | Rodgau                           | Hesse                       | 19 août 2008      | Inauguré par Mirza Masroor Ahmad                                                    |
| Mosquée Bait-ul-Hadi de Seligenstadt           |       | Seligenstadt                     | Hesse                       | 19 juin 2011      |                                                                                     |
| Mosquée Fatih de Stadtallendorf                |       | Stadtallendorf                   | Hesse                       | 2004              |                                                                                     |
| Mosquée Bait ul-Huda d'Usingen                 |       | Usingen                          | Hesse                       | 7 septembre 2004  |                                                                                     |
| Mosquée Bait-ul-Muqiet de Wabern               |       | Wabern                           | Hesse                       | 4 septembre 2007  | 1re mosquée allemande construite en argile                                          |
| Mosquée Aksa d'Ahaus                           |       | Ahaus                            | Rhénanie-du-Nord-Westphalie | 2000              |                                                                                     |
| Mosquée Bilal d'Aix-la-Chapelle                |       | Aix-la-Chapelle                  | Rhénanie-du-Nord-Westphalie | 1964              |                                                                                     |
| Mosquée Vatan de Bielefeld                     |       | Bielefeld                        | Rhénanie-du-Nord-Westphalie | 2004              |                                                                                     |
| Mosquée König-Fahd de Bonn                     |       | Bonn-Bad Godesberg               | Rhénanie-du-Nord-Westphalie | 1995              |                                                                                     |
| Mosquée d'Ennigloh de Bünde                    |       | Bünde-Ennigloh                   | Rhénanie-du-Nord-Westphalie |                   |                                                                                     |
| Mosquée Bait-un-Nasr de Cologne                |       | Cologne                          | Rhénanie-du-Nord-Westphalie | 12 juin 2011      |                                                                                     |
| Mosquée centrale de Chorweiler                 |       | Cologne-Chorweiler               | Rhénanie-du-Nord-Westphalie | 17 novembre 2008  | 500 places                                                                          |
| Mosquée centrale de Cologne                    |       | Cologne-Ehrenfeld                | Rhénanie-du-Nord-Westphalie | En cours          |                                                                                     |
| Mosquée Merkez de Duisbourg                    |       | Duisbourg                        | Rhénanie-du-Nord-Westphalie | 26 octobre 2008   | 1200 places                                                                         |
| Mosquée Fatih d'Essen                          |       | Essen                            | Rhénanie-du-Nord-Westphalie | 1998              |                                                                                     |
| Mosquée Tarik Ben Ziad de Gelsenkirchen        |       | Gelsenkirchen                    | Rhénanie-du-Nord-Westphalie | 1992              |                                                                                     |
| Mosquée Ulu de Heiligenhaus                    |       | Heiligenhaus                     | Rhénanie-du-Nord-Westphalie | 1982              |                                                                                     |
| Mosquée principale d'Iserlohn                  |       | Iserlohn                         | Rhénanie-du-Nord-Westphalie | 1977              | Comprend un dôme, un minaret et 836 m² d'espace de prières                          |
| Mosquée Bait-ul-Nasir d'Isselburg              |       | Isselburg                        | Rhénanie-du-Nord-Westphalie | 2007              |                                                                                     |
| Mosquée de Königswinter                        |       | Königswinter                     | Rhénanie-du-Nord-Westphalie | 1991              | Complétée par un dôme en 2002                                                       |
| Mosquée Mesxhidi-Aksa de Leverkusen            |       | Leverkusen                       | Rhénanie-du-Nord-Westphalie | 2006              |                                                                                     |
| Mosquée Ar-Rahman de Meckenheim                |       | Meckenheim                       | Rhénanie-du-Nord-Westphalie | 2010              | Appartient à la communauté marocaine                                                |
| Mosquée Fatih de Mülheim                       |       | Mülheim                          | Rhénanie-du-Nord-Westphalie | 1975              |                                                                                     |
| Mosquée Bait-ul-Momin de Münster               |       | Münster                          | Rhénanie-du-Nord-Westphalie | 2003              |                                                                                     |
| Mosquée Ayasofya de Neuss                      |       | Neuss                            | Rhénanie-du-Nord-Westphalie |                   |                                                                                     |
| Mosquée Fatih de Werl                          |       | Werl                             | Rhénanie-du-Nord-Westphalie | 13 mai 1990       | 1re mosquée d'Allemagne construite avec un minaret de 16,5 m, dôme de 10 m de haut. |
| Mosquée Mimar Sinan de Wesseling               |       | Wesseling                        | Rhénanie-du-Nord-Westphalie | 1987              |                                                                                     |
| Mosquée Merkez de Wuppertal                    |       | Wuppertal                        | Rhénanie-du-Nord-Westphalie |                   |                                                                                     |
| Mosquée Tahir de Coblence                      |       | Coblence                         | Rhénanie-Palatinat          | 31 mai 2004       | 135 m² d'espace de prières                                                          |
| Mosquée Bait-ur-Raheem de Neuwied              |       | Neuwied                          | Rhénanie-Palatinat          | 25 juin 2013      |                                                                                     |
| Mosquée Hamd de Wittlich                       |       | Wittlich                         | Rhénanie-Palatinat          | 1998              | 600 places                                                                          |
| Mosquée Habib de Kiel                          |       | Kiel                             | Schleswig-Holstein          |                   |                                                                                     |
| Mosquée Bait-ul-Afiyat de Lübeck               |       | Lübeck                           | Schleswig-Holstein          | 13 juin 2011      |                                                                                     |
| Mosquée centrale de Rendsburg                  |       | Rendsburg                        | Schleswig-Holstein          | 9 octobre 2009    | Comprend 2 minarets de 26 m.                                                        |